# 筆休め
筆休め（ふでやすめ）とは、かつてソースネクストが開発・販売していたはがき作成ソフトウェアである。「選ぶ」を基本コンセプトとして、数ステップの選択をするだけの数分で完成できることを特徴としていた。Windows版とMacintosh版が1つのパッケージソフトウェアに同梱されていた。
ブランド力の差が大きく競合他社に勝てず、2007年にMicrosoft はがきスタジオが撤退を決めたのを見てソースネクストも本ソフトの撤退を決めた。

## バージョン履歴
筆休め1999
- 1998年10月9日発売[2]

筆休め2000
- 1999年6月19日発売[3]。
- 年賀状向けの「冬バージョン」を1999年10月6日発売[4]。
- デジキューブから「筆休め 2000 PREMIUM」が1999年11月10日発売[5]。

筆休め2001
- 2000年10月5日発売[6][7]

筆休め2002
- 2001年10月5日発売[8]

筆休め
- 2003年9月12日発売[9]。このバージョンのみ商品名に年号等がついていない。しかし、ソースネクストのサポートサイト等では利便上バージョン2004として扱われている。

筆休め2005
- 2004年9月24日発売[10]。再び商品名に年号がつくようになった。

筆休め2006
- 2005年10月14日発売[11][12]

## 派生バージョン
ハガキ・イカプリ・ピングー
- ピングーのはがき作成ソフトウェア。2001年10月5日発売[13]。
- ラベル作成ソフト「ラベル・イカプリ」と、はがき作成ソフト「筆休め」の機能をベースとしている。